# فیلم باب‌اسفنجی شلوارمکعبی (بازی ویدئویی)
فیلم باب‌اسفنجی شلوارمکعبی (به انگلیسی: The SpongeBob SquarePants Movie) یک بازی ویدئویی مبتنی بر اکشن/انیمیشن زنده فیلم باب‌اسفنجی شلوارمکعبی است، که برای پلی‌استیشن ۲، ایکس‌باکس، گیم‌کیوب، مایکروسافت ویندوز و گیم بوی ادونس منتشر شد.